# Montigny-devant-Sassey
Montigny-devant-Sassey – miejscowość i gmina we Francji, w regionie Grand Est, w departamencie Moza.
Według danych na rok 1990 gminę zamieszkiwało 137 osób, a gęstość zaludnienia wynosiła 14 osób/km² (wśród 2335 gmin Lotaryngii Montigny-devant-Sassey plasuje się na 908. miejscu pod względem liczby ludności, natomiast pod względem powierzchni na miejscu 615.).